# Tifón Bopha
El tifón Bopha (designación internacional: 1224, designación JTWC: 26W, designación PAGASA: Pablo) fue un ciclón tropical que se formó inusualmente cerca de la línea ecuatorial, afectando Micronesia, Palaos y Filipinas. El tifón golpeó la gran isla Mindanao con categoría 5, alcanzándose vientos de hasta 257,5 km/h. 
Después de asestar a Palaos, el tifón Bopha arribó el 3 de diciembre de 2012 a Mindanao, que ya había sido devastada por la tormenta tropical Washi en diciembre de 2011. El ciclón tropical dejó en Mindanao más de 450 muertos.

## Desarrollo

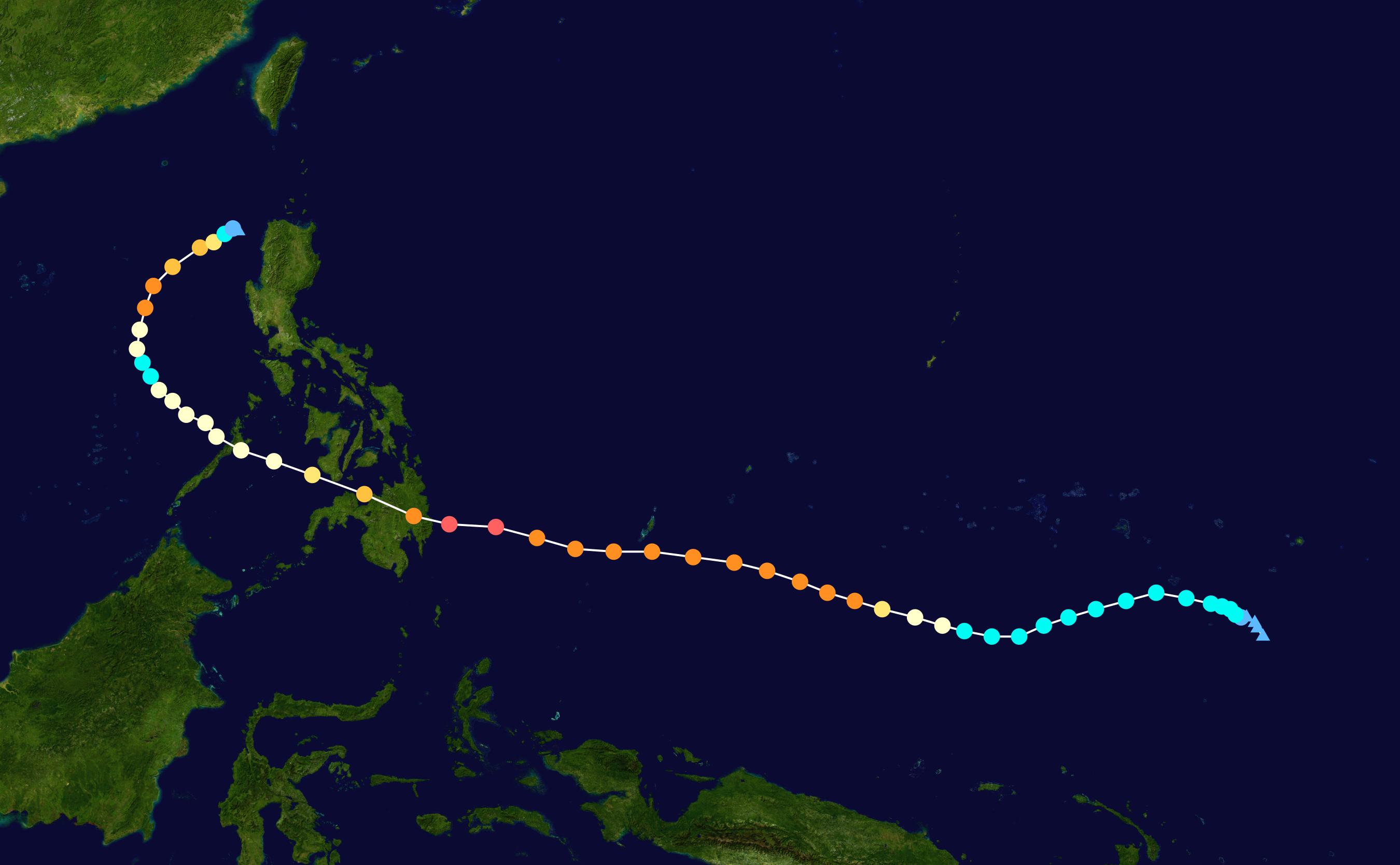
Trayectoria del Bopha

El 29 de noviembre, el National Weather Service localizado en Guam, emitió una alerta de tormenta tropical para los EFM en las islas de Nukuoro y Lukunor. Su paso como tifón afectó con cortes de energía eléctrica toda la cadena de islas. Koror sufrió daños leves, árboles arrancados y cortes de energía. Peleliu y Babeldaob sufrieron inundaciones.

## Retiro de su nombre
Durante la sesión anual del ESCAP/WMO Typhoon Committee en el 2013, se anunció que el nombre de Bopha, fue retirado de la lista de nombres asignados para tifones. Mientras la PAGASA, en diciembre de 2012, anunció que el nombre asignado del mismo ciclón, Pablo fue retirado de la lista de nombres por esta organización debido a su gran destrucción y mortalidad a su paso.